# Juni 2015
| Juni 2015 |
| Månader under 2015: Januari · Februari · Mars · April · Maj · Juni · Juli · Augusti · September · Oktober · November · December ← December 2014 · Januari 2016 → |

## Händelser

### 1 juni
- Rökförbud på offentliga platser införs i Kina.
- Sara Danius tillträder som ständig sekreterare i Svenska Akademien.
- Eastern Star-katastrofen inträffar.

### 2 juni
- Sepp Blatter tillkännager att han kommer att avgå som ordförande för internationella fotbollsförbundet Fifa i förtid, bara några dagar efter att han har blivit omvald.

### 7 juni
- Skådespelaren Sir Christopher Lee avlider.

### 13 juni
- Prins Carl Philip och Sofia Hellqvist gifter sig i en ceremoni i Stockholm.
- Skådespelaren Magnus Härenstam avlider.

### 14 juni
- 2015 års upplaga av konstbiennalen Örebro Open Art invigs.

### 15 juni
- För 800 år sedan, den 15 juni 1215, ratificerades Magna Charta.
- Prinsessan Madeleine föder en son, nummer sex i den svenska tronföljden.

### 16 juni
- Chicago Blackhawks vinner Stanley Cup för sjätte gången i klubbens historia.[1]

### 26 juni
- Samkönat äktenskap blir lagligt i alla USA:s delstater samt District of Columbia, efter beslut i USA:s högsta domstol.